# Bam Margera
Brandon Cole "Bam" Margera (født 28. september 1979 i West Chester, Pennsylvania, USA) er en professionel skateboarder, skuespiller og skaber af CKY (skate/prank/stuntvideoer). 

## Karriere
Bam er også radiovært, hvor man i hans ugentlige Sirius Satellite Radio-show, som hedder Radio Bam kan følge ham. Han er også hovedpersonen i Viva la Bam og medlem af Jackass-banden; begge programmer er vist på MTV. Han voksede op i West Chester, Pennsylvania og gik på East High School. Han tilstår, at hans bedste ven, Raab Himself, var hans eneste grund til at gå på high school, og droppede ud efter Raab blev bortvist (som fortalt i CKY Volume 1 Documentary.)
Viva la Bam er et show eller program, hvor han sammen med Ryan Dunn, Chris Raab, Brandon Dicamillo, Rake Yohn, Tim Glomb og Brandon Novak A.K.A dreamseller laver "pranks" på familie og venner, så som "Don´t feed Phil" hvor han afholder sin far fra at spise 24 timer
Selv har han instrueret og medvirket i sin lav-budget film, Haggard, hvor Ryan Dunn, Brandon Dicamillo, Rake Yohn og Raab Himself blandt andet optræder. Filmen er baseret på Dunns kæreste Glauren, som forlod Dunn til fordel for at leve livet "in the field of dicks", som bliver sagt i filmen. Udover hans CKY-crew ser man også hans dengang kommende kæreste Melissa Rothstein, også kaldet Missy. Bam var forlovet med Jenn Rivell gennem syv år, men forholdet stoppede i 2005, efter sex-skandalen med Jessica Simpson.
Bam og Missy blev gift den 3. februar 2007. 
Bam har lavet et show om deres bryllup, som også har kørt på den amerikanske MTV. Det bliver vist på MTV hver søndag kl. 22.00. Showet hedder Bams Unholy Union. I showet følger man fra tre måneder før brylluppet, hvor der så selvfølgelig skal planlægges en masse.

## Familie
- Hans mor hedder April Margera og hun er født 28. marts 1956 i Glen Mills, Pennsylvania, USA.

- Hans far hedder Phil Margera og han er født 13. juli 1957 i Glen Mills, Pennsylvania, USA.
- Hans bror hedder Jess Margera, født 28. august 1978.

I år 2007 giftede Bam sig med barndomsveninden Melissa "Missy" Rothstein.

## Interesser
"CKY" (Camp Kill Youself) er Bam's brors rockband, dette er dog ikke hans yndlingsband, men det finske band HIM, som spiller love metal. Bam er faktisk meget gode venner med forsangeren Ville Hermanni Valo fra dette band. Bam har en forkærlighed for finske bands, og han elsker også bandet The 69 Eyes, der spiller en form for rock de kalder "Goth n' Roll", der en blanding af goth rock og heavy metal. Bam har udgivet en plade, der hedder Viva La Bands, som er en plade fyldt med hans yndlings musik deriblandt HIM, The 69 Eyes og danske D-A-D.

## Filmografi
- 1999: Jump Off A Building
- 1999: Landspeed: CKY
- 1999: Transworld Skateboarding: Feedback
- 2000: Jackass
- 2000: CKY2K
- 2001: CKY Documentary
- 2001: CKY 3
- 2002: One Step Beyond
- 2002: CKY 4 Latest & Greatest
- 2002: Jackass: The Movie
- 2003: Mike V's Greatest Hits
- 2003: Viva la Bam (Fernsehserie)
- 2003: CKY: Infiltrate, Destroy, Rebuild – The Video Album
- 2003: Grind for fun
- 2003: Haggard: The Movie
- 2004: 411 VM: The Bam Issue
- 2005: Elementality Vol.1
- 2005: HIMmeetä valoa
- 2005: Cradle of Filth – Peace through superior Firepower
- 2006: Jackass 2
- 2006: Elementality Vol.2
- 2007: Bam Animation
- 2007: Bam's Unholy Union
- 2007: 3000 Miles (Gumball 3000... Around the World in 8 Days)
- 2007: Jackass 2.5
- 2008: Where the #$&% is Santa?
- 2010: Jackass 3
- 2011: Jackass 3.5